# Halosydna fuscomarmorata
Halosydna fuscomarmorata är en ringmaskart som först beskrevs av Grube 1876.  Halosydna fuscomarmorata ingår i släktet Halosydna och familjen Polynoidae. Inga underarter finns listade i Catalogue of Life.